# Radzanów (Powiat Mławski)
Radzanów (dt. Razuntz; Ratzwalde (1943–1945)) ist ein Dorf und Sitz der gleichnamigen Gemeinde im Powiat Mławski der Woiwodschaft Masowien, Polen.

## Gemeinde
Zur Landgemeinde (gmina wiejska) Radzanów gehören 18 Ortschaften mit einem Schulzenamt (sołectwo):
Bębnowo
Bębnówko
Bieżany
Bojanowo
Bońkowo Kościelne
Bońkowo Podleśne
Budy-Matusy
Cegielnia Ratowska
Gradzanowo Włościańskie
Gradzanowo Zbęskie
Gradzanowo Zbęskie-Kolonia
Józefowo
Luszewo
Radzanów
Ratowo
Wróblewo
Zgliczyn Witowy
Zgliczyn-Glinki
Weitere Orte der Gemeinde sind Marysinek, Leśniczówka Ratowo, Trzciniec, Zbrzeźnia, Zieluminek und Zgliczyn Kościelny.